# Bergensfjord (Schiff, 1956)
Die Bergensfjord (II) war ein 1956 in Dienst gestelltes Passagierschiff der norwegischen Den norske Amerikalinje, das für die Reederei bis 1971 in Fahrt blieb und anschließend bis 1973 als De Grasse für die Compagnie Générale Transatlantique im Einsatz stand. Nach zwei weiteren Umbenennungen und Besitzerwechseln lag das Schiff ab 1978 in Griechenland, ehe es am 17. August 1980 nach einem bei Umbauarbeiten in Perama ausgebrochenen Brand sank und dort bis heute als Wrack zu sehen ist.

## Geschichte

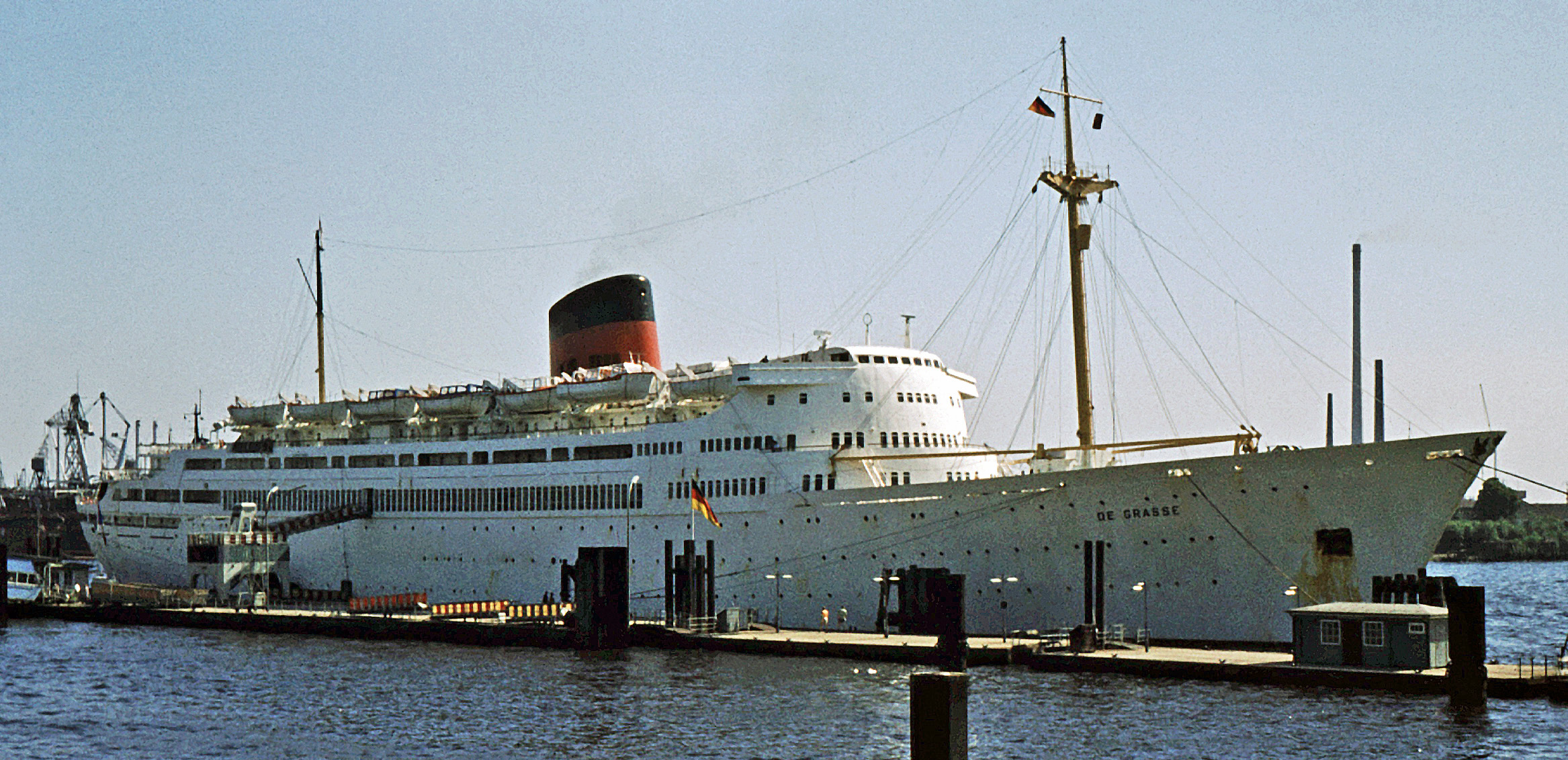
Die De Grasse in Hamburg, August 1973

Die Bergensfjord entstand unter der Baunummer 1849 bei Swan Hunter in Wallsend und wurde am 18. Juli 1955 vom Stapel gelassen. Taufpatin war Prinzessin Astrid von Norwegen. Nach der Ablieferung an die Den norske Amerikalinje am 14. Mai 1956 nahm das Schiff im selben Monat den Liniendienst von Norwegen nach New York auf. Es konnte zudem auch für Kreuzfahrten genutzt werden. Anders als bei ihrer älteren und kleineren Flottenschwester Oslofjord verfügten sämtliche Kabinen der Bergensfjord – auch in der Touristenklasse – über eigene Badezimmer.
Die Bergensfjord blieb fünfzehn Jahre lang im Liniendienst für die Den norske Amerikalinje, ehe sie 1971 als De Grasse an die französische Compagnie Générale Transatlantique verkauft wurde und dort zwei Jahre lang in Fahrt blieb. Ein geplanter Weiterverkauf an die italienische Home Lines im Jahr 1973 scheiterte, ehe das Schiff im selben Jahr als Rasa Sayang an Thoresen & Company mit Sitz in Singapur ging.

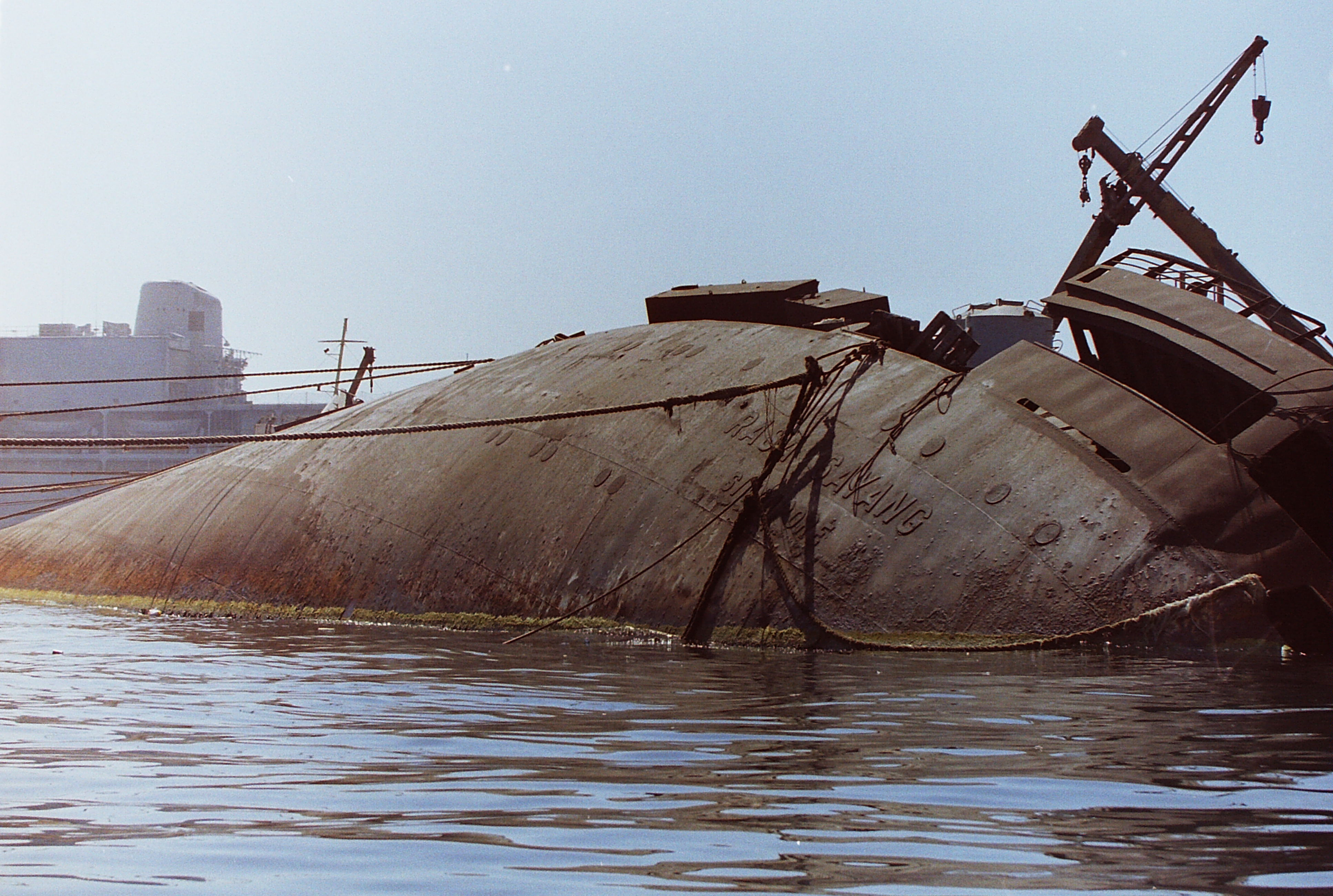
Das Wrack der Rasa Sayang im Jahr 2000

1978 wurde die Rasa Sayang als Golden Moon an Sunlit Cruises mit Sitz in Zypern verkauft und nach Piräus überführt, wo sie am 11. Dezember 1978 aufgelegt wurde. Eine erneute Indienststellung fand nicht statt. Zwei Jahre später wechselte das Schiff mit der griechischen Aphrodite Maritime Company erneut den Besitzer. Es erhielt seinen alten Namen Rasa Sayang und sollte in Perama für einen zukünftigen Einsatz als Kreuzfahrtschiff umgebaut werden, als am 17. August 1980 ein Brand im Maschinenraum ausbrach. Die Rasa Sayang wurde aus dem Hafen geschleppt, ehe sie vor der Küste von Salamis Schlagseite bekam und kenterte. Ihr Wrack liegt bis heute vor der Küste der Halbinsel Kynosoura. Im Mai 1981 ankerte kurzzeitig die ebenfalls durch ein Feuer zerstörte Reina del Mar neben dem Wrack der Raya Sayang, ehe sie im Juni 1981 nach einem weiteren Brand vor der Küste sank.
Die Aufbauten der Rasa Sayang wurden beim Brand 1980 zerstört, nur der Rumpf ist noch vollständig erhalten. Das Wrack dient als Wellenbrecher, zudem ankern gelegentlich aufliegende Schiffe und Schlepper neben dem gekenterten Wrack.